# Ichneumon varius
Ichneumon varius är en stekelart som beskrevs av Müller 1776. Ichneumon varius ingår i släktet Ichneumon och familjen brokparasitsteklar. Inga underarter finns listade i Catalogue of Life.